# Molen Regost
De Molen Regost (Frans: Moulin Regost) is een molenrestant in de gemeente Loberge in het Franse Noorderdepartement.
Het was een achtkante houten poldermolen die werkte met een vijzel. De houten bovenbouw stond op een achtkante bakstenen basis. Deze, door struiken overwoekerde, basis is feitelijk een ruïne en het enige dat van de molen is overgebleven. De functie van de molen is overgenomen door een gemaal dat op enkele meters afstand staat. Het molenrestant is in 1979 beschermd als monument historique.